# Orasema viridis
Orasema viridis is een vliesvleugelig insect uit de familie Eucharitidae. De wetenschappelijke naam is voor het eerst geldig gepubliceerd in 1895 door Ashmead.